# Корели
Коре́ли (рос. Корелы) — село у складі Нев'янського міського округу Свердловської області.
Населення — 50 осіб (2010, 58 у 2002).
Національний склад станом на 2002 рік: росіяни — 91 %.